# Ortignano Raggiolo
Ortignano Raggiolo là một đô thị ở tỉnh Arezzo trong vùng Toscana, tọa lạc khoảng 40 km về phía đông nam của Florence và khoảng 25 km về phía tây bắc của Arezzo. Tại thời điểm ngày 31 tháng 12 năm 2004, đô thị này có dân số 847 người và diện tích là 36,4 km².
Ortignano Raggiolo giáp các đô thị sau: Bibbiena, Castel Focognano, Castel San Niccolò, Loro Ciuffenna, Poppi.